# پانتروید

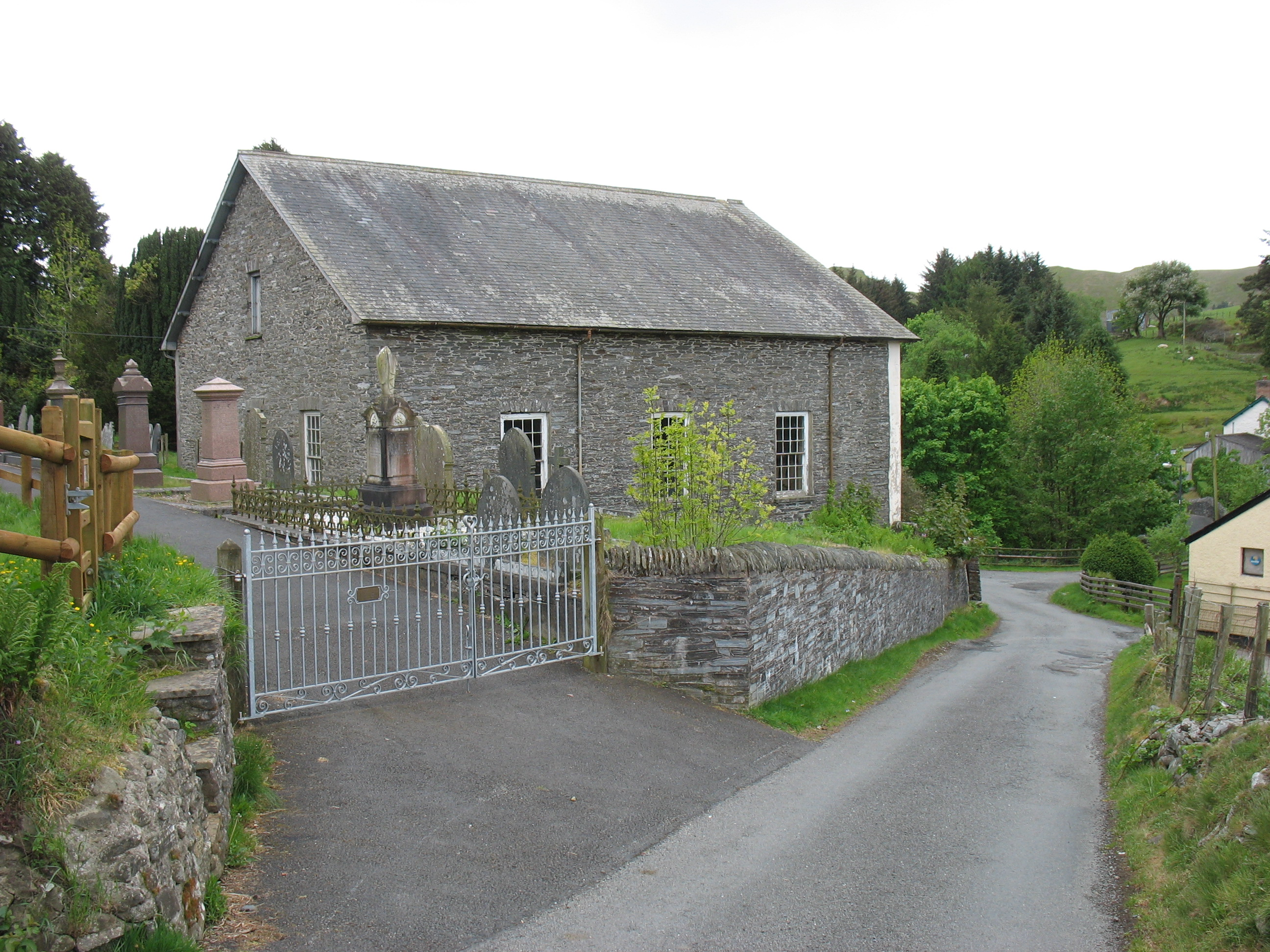

پانتروید (انگلیسی: Ponterwyd) یک روستا در کردیگیون، ولز است. در میان کوه‌های کامبیری از میانه ولز، حدود ۱۲ مایل (۱۹ کیلومتر) از شرق آبریستویث در جاده A44 است.